# Chiesa di San Simaco Papa
La chiesa di San Simaco Papa è un edificio religioso ubicato a Simaxis, centro abitato della Sardegna centrale.
Edificata nel 1833 e consacrata al culto cattolico, è sede dell'omonima parrocchia e fa parte dell'arcidiocesi di Oristano.
Secondo la tradizione popolare, non comprovata da documenti attendibili, la chiesa venne edificata dove vi era la casa paterna del santo, san Simmaco, che per via della somiglianza del nome si ritiene nato proprio a Simaxis.